# Jonathan Noyce

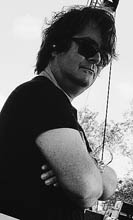
Jonathan Noyce (2017)

Jonathan Mark Thomas Noyce [nʊɪs] (* 15. Juli 1971 in Sutton Coldfield, heute Teil von Birmingham, West Midlands, England), ist ein britischer Musiker. Er spielt E-Bass und ist in erster Linie bekannt als Mitglied der britischen Rockband Jethro Tull (1995 bis 2007). Noyce arbeitete auch jahrelang mit dem Gitarristen und Sänger Gary Moore zusammen.

## Leben

### Kindheit, Jugend und Ausbildung
Sein Vater Peter war Chorleiter und Assistenzorganist an der Kathedrale von Lichfield, seine Mutter Jane Stadtplanerin. Jonathan wuchs auf mit den Klängen der Chöre, Orgeln und mit der Orchestermusik, die auf der kleinen Plattensammlung seiner Eltern zu hören waren. Mit 16 und 17 Jahren spielte er Schlagwerk, kleine Trommeln, Pauken und Xylophone in Orchestern. Später probierte er viele andere Musikinstrumente aus, z. B. Klavier, Gitarre und Trompete. Seinen ersten bezahlten Gig mit dem Bass bekam er mit 17. Er ist Absolvent der Royal Academy of Music in London.

### Karriere

#### Frühe Karriere
Seinen ersten Erfolg hatte Noyce mit der britischen Popgruppe Take That, für die er bei einer Studioaufnahme 1993 E-Bass spielte. In diesem Zeitraum arbeitete er eng mit dem Produzenten Joey Negro alias Dave Lee zusammen.
Im Jahr 1995 trafen sich Noyce und Jethro-Tull-Gitarrist Martin Barre, der ihn bat, bei seinem Soloalbum The Meeting mitzuspielen. Daraus wurde für Noyce eine Gelegenheit, Jethro-Tull-Frontmann Ian Anderson kennenzulernen, der ihn einlud, bei seiner Divinities-Welttournee mitzumachen. Ein paar Monate später erklärte Dave Pegg seinen Rücktritt von Jethro Tull. Jonathan Noyce war die erste Wahl als Nachfolger und kam im August 1995 zur Band. Während seiner elf Jahre mit Jethro Tull reiste er um die Welt und wirkte bei den Aufnahmen von einigen Studioalben sowie Live-Einspielungen mit. Seine letzte Tätigkeit mit Jethro Tull war die Arbeit an The Jethro Tull Christmas Album 2003.
Nach seinen eigenen Worten spielt er ‚Tarn-Bass‘: „Du kannst ihn nicht hören, aber du kannst ihn fühlen“.
Eines seiner Vorbilder ist der Bassist und Sänger Mark King von Level 42. Abgesehen von Jethro Tull arbeitete Noyce lange mit dem Gitarristen Gary Moore zusammen, er spielte bei dessen Blues-Album Old New Ballads mit und dem Gedenkkonzert für Phil Lynott, One Night in Dublin, bei dem Mitglieder von Thin Lizzy dabei waren, ebenso bei Moores letzter aufgezeichneter Show Live At Montreux 2010. 2006 spielte Noyce bei einigen europäischen Tour-Terminen von The Divine Comedy. Seit 2007 ist Noyce Mitglied der britischen Band Archive. Rick Wakeman holte ihn 2009 für seine Konzerte im Hampton Court Palace. Diese Shows sind als The Six Wives of Henry VIII Live at Hampton Court Palace aufgenommen und gefilmt worden. Bei Gary Moores Sommer-Rock-Tournee 2010 durch ganz Europa spielte Noyce wieder mit. Zur Band gehörte ebenfalls der Schlagzeuger Darrin Mooney und Neil Carter, Gitarre und Keyboard. Dieses Celtic-Rock-Projekt endete mit dem plötzlichen Tod von Moore am 6. Februar 2011.

#### Weitere Karriere
2010 hatte Jonathan Noyce einen seiner größten kommerziellen Erfolge mit der Veröffentlichung des Werks Bleu Noir der französisch-kanadischen Sängerin Mylène Farmer, für die Noyce alle Bass-Tracks lieferte. Beim Eurosonic Festival im Januar des gleichn Jahres unterstützte Noyce den Debüt Auftritt von Love Amongst Ruin. Zwei Jahre später arbeitete er wieder mit seinem ehemaligen Jethro-Tull-Bandkollegen Martin Barre zusammen, bei Live-Shows in ganz Europa.
Auf Barres Soloalbum Away With Words (2013) ist Noyce ebenfalls zu hören. Im selben Jahr schloss er sich für einige Shows Sixto Rodriguez an, unter anderem beim Montreux Jazz Festival und dem Glastonbury Festival. Im Dezember war er bei einem Konzert von Pentangle dabei, bei dem das Leben von Bert Jansch gewürdigt wurde.
Bei der Gentle-Giant-Ableger-Band Drei Freunde spielte Noyce 2014 mit. Er war auch wieder mit Martin Barre auf Tour
Er spielte die Soundtracks zu den Filmen I Am Ali und The Man From U.N.C.L.E. mit ein. Archive veröffentlichte den Film Axiom und war beim Montreux Jazz Festival. Noyce war der Produzent von Mike Marlins Album The Secret of My Success. Beim Archive-Album Restriction (2015) spielte Noyce sowohl Bass als auch Minimoog. Im Jahr darauf war er mit dieser Band auf Tournee.
Beim Soundtrack des Films King Arthur: Legend of the Sword von Guy Ritchie 2016 war Noyce am Bass. Der Titelsong des Films Gold – Gier hat eine neue Farbe von Stephen Gaghan (Musik Daniel Pemberton), komponiert und eingespielt von Iggy Pop und DJ Danger Mouse. Noyce hat dazu und zur übrigen Filmmusik beigetragen. Er spielte auch mit auf The False Foundation (Archive).
2020 war Mr. Noyce am Album Nine Witches Under A Walnut Tree von Oscillazioni Alchemico Kreative (O.A.K.) beteiligt.

## Einflüsse
J.S. Bach, The Beatles, Miles Davis, Aphex Twin, Squarepusher, Tom Petty & The Heartbreakers;
Stille, Chemie, Sonar

## Equipment

### E-Bässe
Hauptinstrumente von Jonathan Noyce sind eine original 1960 Fender-Precision-Bass-Gitarre (die einen „eineiigen Zwilling“ hat, von Fender Masterbuilt Handwerker Ian Waller gebaut), Yamaha-Bässe (BB1100s, Fretless, BB3000 & BB2025X), Wal-Bässe (custom 4, 4 Fretless- und 5-String), Fender Musicmaster, einen 1964 Fender Jazz Bass, einen Epiphone Rivoli Bass, einen Guild Akustik und einen Zeta Crossover UEB und einen Music Man StingRay. Seit April 2015 ist auch ein Höfner-Bass dabei. Er benutzt D’Addario und Flatwound-Saiten.

### Tasteninstrumente
Zusätzlich spielt Noyce Keyboards, Minimoog und Moog Bass.